# Gonomyia batesi
Gonomyia batesi är en tvåvingeart som beskrevs av Alexander 1945. Gonomyia batesi ingår i släktet Gonomyia och familjen småharkrankar.
Artens utbredningsområde är Panama. Inga underarter finns listade i Catalogue of Life.